# 15 Years After: The Collector Box
15 Years After – wydany w grudniu 2005 roku box grupy Enigma (Michael Cretu). Box zawiera: wszystkie płyty Enigmy wydane w latach 1990 – 2006, dodatkową płytę CD ze zmienionymi wersjami przebojów grupy oraz dwie płyty DVD: MCMXC. a. D. i Remember the Future. Dodatkiem do boxu jest 16-stronicowa książeczka ze zdjęciami i informacjami na temat płyt Enigmy.

## Lista płyt w boxie
- MCMXC. a.D
- The Cross Of Changes
- Le Roi Est Mort, Vive Le Roi
- The Screen Behind The Mirror
- Voyageur
- Special Bonus CD
- MCMXC a.D – DVD
- Remember The Future – DVD

## Special Bonus CD
1. Hello & Welcome (the single)
2. The Child In Us
3. Age Of Loneliness
4. Eyes Of Truth
5. Rivers Of Belief
6. Endless Quest
7. Sadeness (part 1)
8. Voyageur
9. Beyond The Invisible